# Карличек, Аня
Аня Мария-Антония Карличек (нем. Anja Maria-Antonia Karliczek), урождённая Керссен (нем. Kerssen, род. 29 апреля 1971, Иббенбюрен) — немецкий политик, деятель ХДС, федеральный министр образования в правительстве Ангелы Меркель.

## Биография
Окончила гимназию имени Гёте в родном Иббенбюрене, затем два года стажировалась в отделении Deutsche Bank в Оснабрюке, а с 1993 года работала в семейном отеле. В 2003 году поступила в Хагенский заочный университет. В 1998 году вступила в Молодёжный союз Германии, в 2004 году избрана в совет города Теккленбург.
В 2013 году избрана в Бундестаг от одномандатного избирательного округа Штайнфурт III в Северном Рейне-Вестфалии, в 2017 году стала ответственным секретарём фракции ХДС/ХСС.
30 июня 2017 года проголосовала в Бундестаге против легализации однополых браков в Германии.
24 сентября 2017 года победила на парламентских выборах в своём прежнем округе с результатом 67,675 %.
14 марта 2018 года при формировании четвёртого правительства Меркель получила портфель министра образования и научных исследований.

## Личная жизнь
Замужем за пилотом гражданских авиалиний Лотаром Карличеком (с 2017 года он работает в компании Eurowings).